# Район (Чьяпас)
Район (исп. Rayón) — посёлок в Мексике, штат Чьяпас, входит в состав одноимённого муниципалитета и является его административным центром. Численность населения, по данным переписи 2020 года, составила 6860 человек.

## Общие сведения
Название Rayón дано в честь участника войны за независимость, генерала Игнасио Лопеса Района.
Поселение было основано в доиспанский период народом соке.
В 1546 году началась евангелизация жителей региона.
5 апреля 1734 года поселение упоминается в налоговой ведомости под названием Сан-Бартоломе-Солистауакан.
13 февраля 1934 года губернатор Викторио Грахалес издал указ о переименовании поселения в Район.